# Gulstjärtad trupial
Gulstjärtad trupial (Icterus mesomelas) är en fågel i familjen trupialer inom ordningen tättingar. Den förekommer från Mexiko till Peru och är den enda Icterus-trupialen med gul stjärt.

## Utseende och läte
Gulstjärtad trupial är en rätt stor (22-23 cm), gul och svart trupial. Den är huvudsakligen gul med svart på rygg, nedre delen av ansiktet och övre delen av bröstet. Vingarna är svarta med gula skuldrar. Ovansidan av stjärten är svart med gula kanter, men helt gul underifrån. Könen är lika, men ungfåglar är olivgrön istället för svart på rygg och stjärt. Lätena återges på engelska som "chick" och ett "weechaw", medan sången är en melodisk visslande serie "chuck, chuck-yeeaow, som ofta levereras i en duett mellan könen.

## Utbredning och systematik
Gulstjärtad trupial delas in i fem underarter med följande utbredning:
- Icterus mesomelas mesomelas – tropiska sydöstra Mexiko (Veracruz och Oaxaca) till Belize och Honduras
- Icterus mesomelas salvinii – karibiska låglandet i östra Nicaragua, Panama
- Icterus mesomelas carrikeri – tropiska norra och västra Colombia till nordvästra Venezuela
- Icterus mesomelas taczanowskii – tropiska västra Ecuador och nordvästra Peru
- Icterus mesomelas xantholemus – Ecuador (sannolikt ungfågel av underarten taczanowskii eller okänd hybrid)

Den har även tillfälligt observerats på Kuba.

## Levnadssätt
Gulstjärtad trupial återfinns i vattenrika låglänta områden i täta snår, ofta bland klätterväxter, Heliconia och liknande. Fågeln födosöker i par eller små grupper i tätare vegetation än de flesta trupialer, på jakt huvudsakligen efter insekter, men kan även inta nektar och frukt som de från Bursera simaruba. Den placerar sitt djupa men tunna skålformade bo ungefär två meter upp i en törnbuske nära ett vattendrag. Däri lägger den tre mörkfläckade vita ägg som ruvas i 13 dagar, varefter ungarna är flygga efter ytterligare 14 dagar.

## Status och hot
Arten har ett stort utbredningsområde och en stor population med stabil utveckling och tros inte vara utsatt för något substantiellt hot. Utifrån dessa kriterier kategoriserar internationella naturvårdsunionen IUCN arten som livskraftig (LC).